# 徳島水力電気
徳島水力電気株式会社（とくしますいりょくでんき かぶしきがいしゃ）は、明治末期から大正にかけて存在した日本の電力会社である。四国電力送配電管内にかつて存在した事業者の一つ。
設立は1908年（明治41年）。1895年（明治28年）に徳島市で開業した四国最初の電気事業者徳島電灯株式会社（徳島電燈、とくしまでんとう）を合併するなど徳島県内に供給区域を拡大。1921年（大正10年）からは兵庫県の淡路島にも進出した。また1917年（大正6年）からは徳島市内で都市ガス供給事業も営んだ。
1923年（大正10年）、人的関係があった三重県の三重合同電気（後の合同電気）に合併された。

## 沿革

### 徳島電灯の開業
徳島水力電気の前身、徳島電灯株式会社は、1895年（明治28年）1月9日に電灯供給を開始して開業した。1887年（明治20年）に東京電灯が東京にて電気の供給を始めてから8年が経っていたが、徳島県内のみならず四国4県では最初の電気事業である。
徳島電灯の設立は開業の前年、1894年（明治27年）10月のことであった。設立時の資本金は5万円。発起人は大串竜太郎・川真田市太郎らで、そのうち阿波藍を商う板野郡の豪商大串竜太郎（1845 - 1925年）が社長となった。本社は四国電力徳島支店所在地である徳島市寺島本町（当時は寺島町535番地）に置かれ、同じ場所に火力発電所も建設された。初期の配電範囲は市内のうち中心部の寺島本町・内町・新町などであった。
最初の点灯から3か月後の1895年4月15日より正式に営業を開始した。その直後に日清戦争が終結したため、翌月に開かれた戦勝祝賀行事では電灯を用いたイルミネーションを施している。当時の電灯料金は高額であったが、徳島は人口6万人余りの都市で藍商など富裕層が多いこともあり電灯の普及は順調であったという。1901年（明治34年）、資本金を8万円へと増資した。
1907年（明治40年）時点での発電設備は米国ゼネラル・エレクトリック製直流発電機（エジソン式発電機）6台で、総発電力は200キロワットであった。この時点で四国には徳島電灯を含め6つの電気事業が開業しているが、その中で直流発電を用いるのは徳島電灯だけである。その後発電機を250キロワットの交流発電機と交換し、配電範囲を市内の半分に広げた。また1910年（明治43年）までに資本金を32万円としている。

### 徳島水力電気の設立

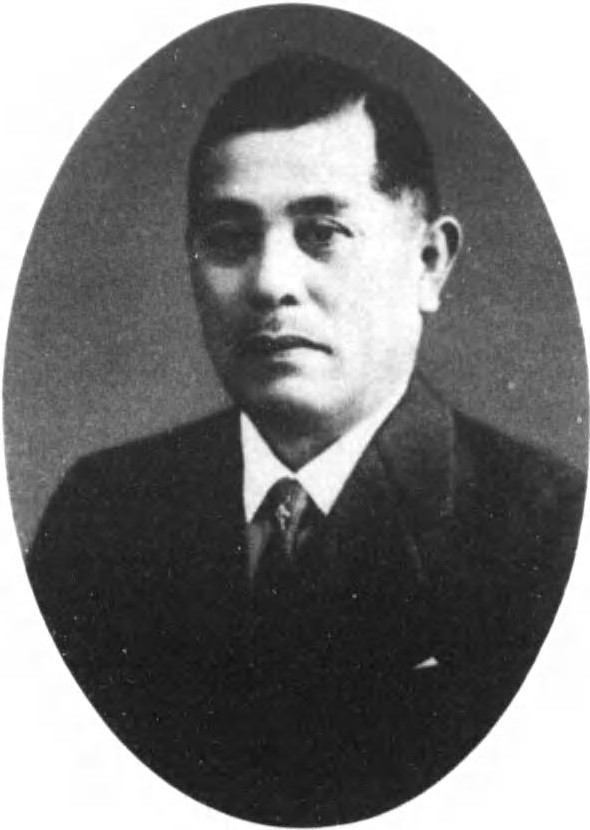
初代技師長寒川恒貞

日露戦争後の全国的な水力発電ブームの中、徳島県では徳島水力電気株式会社が設立された。同社の設立日は1908年（明治41年）1月29日。資本金は30万円で、武智正次郎（初代社長）・後藤田千一（2代目社長）・生田和平・生田彦平らの発起による。中心となった後藤田千一（1878年生まれ）は麻植郡出身の藍商で、銀行業を中心に活動し、阿波電気軌道社長も務めた人物。また初代技師長はのちに香川県の電力会社四国水力電気の社長となる寒川恒貞であった。
逓信省の資料によると徳島水力電気の事業開始は1910年（明治43年）11月1日で、当初は徳島市内を電力供給区域（徳島電灯の電灯・電力供給区域と重複）、隣の加茂名村を電灯・電力供給区域とし、他に同日に開業した板野郡撫養町（現・鳴門市）の撫養電気（1909年会社設立・資本金5万円）にも送電した。最初の決算時点（11月末時点）における供給成績は加茂名村での電灯取付271灯と撫養電気経由で供給する電灯1633灯、それに徳島市内での電動機設置3台に過ぎない。電源の水力発電所は当初鮎喰川に設ける予定であったが実現せず、那賀川に出力700キロワットの桜谷発電所を建設した。発電所は那賀郡宮浜村大字音谷（現・那賀町音谷）に立地。長安口ダム（1955年建設）の下流にある那賀川の蛇行部分を活かした発電所で、蛇行の付け根部分を300メートルの隧道で短絡すると40メートル超の落差（この間川は約7キロメートル流れている）を得ることができた。
1911年（明治44年）7月1日、徳島水力電気は上記の撫養電気を合併した。合併に伴う増資は5万円。その直後にも75万円の増資を決議し、資本金を110万円とした。さらに同年10月9日、徳島電灯の営業権・財産買収を株主総会で決議した。徳島電灯とは徳島市内において競合関係にあったが、渡辺勝三郎徳島県知事や地元有力者の調停により徳島電灯側に有利な条件を与えて吸収することとなったもので、徳島電灯は11月20日付で解散した。一連の統合により、徳島水力電気は徳島市とその周辺地域における電気事業統一を果たした。
なお徳島水力電気の本店は徳島市船場町に置かれていたが、翌1912年（明治45年）3月に旧徳島電灯所在地の徳島市寺島町535番地へ移転している。

### ガス事業の兼営
徳島市では電気事業から15年以上遅れて都市ガス供給事業の計画が動き出し、1911年9月15日にまず福澤桃介らがガス会社設立の許可を得た。だが開業に至らず翌1912年4月14日に後藤田千一らがこの権利を譲り受けた。さらに1913年4月15日、権利は徳島水力電気に回る。翌1914年（大正3年）12月5日、徳島瓦斯株式会社（初代）が発足して権利を引き継ぎ、1915年（大正4年）10月11日よりようやくガス供給が始まった。供給する石炭ガスを製造するガス工場は市内の出来島町に置かれた。
このように徳島市におけるガス事業の権利は転々としたが、徳島瓦斯による経営も1年半余りであり、第一次世界大戦中の全国的なガス事業不振の中で、1917年（大正6年）4月1日に徳島瓦斯は徳島水力電気に合併された。以後、徳島水力電気は電気・ガス事業兼業となっている。また合併に伴う徳島水力電気の増資は25万円で、前年4月決議の90万円増資を加えて資本金は225万円となった。

### 供給区域の拡大

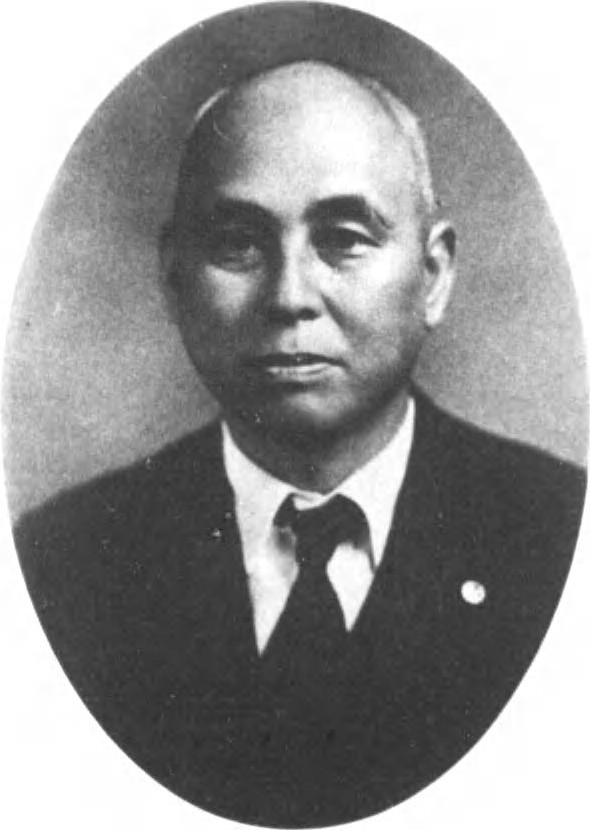
川北栄夫（川北電気企業社社長）

徳島電灯を吸収した1911年末の段階において、徳島水力電気の電灯電力供給区域は徳島市内とそれに隣接する加茂村大字田宮・加茂名町・斎津村、北に離れた撫養町、それに桜谷発電所のある宮浜村の一部地域に限られた。しかしその後、1910年代を通じて供給区域は拡大を続けていくことになる。
徳島・撫養両地区以外では、まず1912年に徳島市南方の勝浦郡小松島町（現・小松島市）と西方の名東郡国府町（現・徳島市）・名西郡石井町にて供給が始まった。南側では、翌1912年に那賀郡立江町（現・小松島市南部）でも供給を開始し、1914年には同郡富岡町（現・阿南市）まで拡大した。一方、西の吉野川沿岸地域においては、1913年に麻植郡鴨島町・川島町（現・吉野川市）での供給を開始し、1916年（大正5年）には美馬郡脇町（現・美馬市）および貞光町（現・つるぎ町）でも開業している。
徳島水力電気が徐々に西進した吉野川沿岸地域では、これとは別に川田水力電気株式会社という事業者が出現した。同社は1913年9月3日、麻植郡川田村（現・吉野川市）に資本金3万2000円で設立、翌1914年3月に代表者原田善三郎の個人事業（1913年5月開業）を譲り受けた。供給区域は川田・山瀬・三山の3か村で、川田村の川俣用水に出力25キロワットの水力発電所を持った。開業5年後の1918年（大正7年）2月28日、この川田水力電気は徳島水力電気に吸収された。合併に伴う徳島水力電気の増資は3万円であった。
川田水力電気の合併後、徳島水力電気は川北電気企業社の資本系統による経営に移った。この川北電気企業社は、シーメンス・シュケルト出身の技師川北栄夫が独立後1909年に起業した会社で、全国各地で電気事業の起業・経営に関わっていた。同社の傘下に入ったことで代表取締役に井原外助が入った。井原も川北と同様シーメンス・シュケルト出身の実業家であり、当時広島電灯など中国地方の電力会社に関係していた。
なお吉野川沿岸地域の供給拡大は1923年（大正12年）3月に三好郡三庄村・加茂村（現・東みよし町）まで到達した。それより西側、三好郡辻町・池田町（現・三好市）などは香川県の四国水力電気の供給区域（ただし地元の辻町水力電気により開業）であり、徳島水力電気の勢力は及ばなかった。

### 電源拡充と供給力不足問題
川田水力電気に次いで1919年（大正8年）8月4日、徳島水力電気は神通電力株式会社を合併した。同社は徳島水力電気に対する電力供給を目的とする会社で、1916年4月20日資本金20万円で徳島市に設立。1918年8月に名西郡上分上山村（現・神山町）にて出力400キロワットの神通発電所を完成させていた。神通電力合併に伴うは増資20万円。さらに直後の同年10月に352万円の増資を決議しており、会社の資本金は600万円となっている。
供給面では1920年（大正9年）8月、需要増加に伴い勝浦郡小松島町（現・小松島市）に出力1,000キロワットの補給用火力発電所（小松島発電所）を建設。さらに1922年（大正11年）7月には小松島町での紡績工場開業にあわせて出力1,200キロワットの桜谷第二発電所を建設している。桜谷第二発電所は1910年建設の那賀川桜谷第一発電所と同じ地点に増設されたものである。こうした相次ぐ発電所の新増設にかかわらず、徳島水力電気は供給力不足に陥っており電灯の明るさが規定よりも暗く、県当局や逓信省から改善命令が出るほどであった。
1922年12月16日、徳島水力電気は祖谷川水力電気株式会社を合併した。合併に伴う増資は400万円。同社は、祖谷山（いややま）で林業を営む松村覚次が高知財界の中心人物宇田友四郎（社長に就任）を動かして設立した、吉野川水系祖谷川での水力開発を目的とする電力会社である。徳島水力電気は開業前の段階で合併しており、この合併は供給力不足を解消するものと期待された。合併翌年の1923年3月、美馬郡東祖谷山村（現・三好市）に祖谷発電所が竣工をみた。

### 淡路島進出
鳴門海峡を挟んで徳島県と対峙する兵庫県の淡路島では、敦賀電灯（本社福井県）が津名郡洲本町（現・洲本市）に支店を開設して1911年10月より電灯供給を開始したことで、電気事業の歴史が始まった。2年後の1913年、島南東部の津名郡由良町（現・洲本市）にて由良電灯、南西部の三原郡福良町（現・南あわじ市）にて福良電灯、北西部の津名郡郡家村（現・淡路市）にて淡路電灯がそれぞれ開業し、1915年には北東部の津名郡志筑町にて淡路電気も開業した。なお1922年2月に、敦賀電灯洲本支店の事業は由良電灯へ譲渡されている。
1921年11月24日、徳島水力電気は上記5社のうち福良電灯を合併し、淡路島進出を果たした。次いで翌1922年4月12日由良電灯・淡路電気の合併が成立した。合併に伴う増資は福良電灯50万円、由良電灯45万円、淡路電気30万円であり、祖谷川水力電気の合併も加えて資本金は1125万円に膨張した。一連の事業統合によって、淡路島では淡路電灯区域である津名郡の一部を除いて徳島水力電気の供給区域となった。
徳島水力電気進出以前の淡路島では各社が小規模火力発電を行うという配電体制であったが、徳島水力電気では3社合併後の1923年5月、洲本町に出力1000キロワットの洲本発電所を建設した。同時に従来の小発電所には変電所が設けられ、洲本発電所から各所へと送電するという体制へと変わった。なお四国と淡路島の送電連絡は、海底ケーブル敷設が困難で、架空線も由良要塞の反対で架設不可能なために実現することはなかった。

### 三重合同電気との合併
1922年の祖谷川水力電気合併後、同年末になると三重合同電気株式会社（後の合同電気）との合併話が浮上した。同社は三重県津市に本社を置く電力会社で、三重県下のうち津・松阪・宇治山田（伊勢）の3都市の電力会社が合併して同年5月に新発足したばかりであった。地理的に遠く離れた会社同士ではあったが、徳島水力電気の大株主川北栄夫が三重合同電気で取締役を務めるという接点によって、川北の斡旋で合併が計画された。地方的会社ではなく東海地方と南海地方にまたがる中央（具体的には大阪）の会社とするのが将来の社業拡大のための資金調達に有利、という観点から合併が推進されたという。
当時、両社の資本金は徳島水力電気が1125万円（うち669万円払込）、三重合同電気が1415万円（うち約1300万円払込）であり、会社規模は三重合同電気の方が大きいが、利益率を比較すると徳島水力電気が優れており配当率は徳島水力電気12パーセント、三重合同電気9パーセントと差があった。徳島水力電気側の重役間で合併に関し内紛があったが、1923年1月15日、徳島水力電気の株主総会は合併を承認した。合併に際しての存続会社は三重合同電気であるが合併条件は業績が優れる徳島水力電気側に有利なものであり、徳島水力電気の株主に対する株式の交換比率は以下のように設定された。
1. 徳島水力電気の50円払込済み株式1株に対し、三重合同電気の50円払込済み新株1.333株
2. 徳島水力電気の25円払込株式1株に対し、三重合同電気の同額払込新株1株
3. 徳島水力電気の18円75銭払込株式1株に対し、三重合同電気の同額払込新株1株
うち2・3の株主に対しては、1株につき三重合同電気の50円払込済み新株0.333株を別途交付する

上記条件による、三重合同電気の合併に伴う資本金増加は1347万9950円で、同社の資本金は1415万円から2762万9950円にへ増加している。三重合同電気と徳島水力電気の合併は1923年8月30日に逓信省より認可され、11月15日に三重合同電気にて合併報告総会が開催されて合併手続きが完了、同日徳島水力電気は解散した。合併に伴って三重合同電気は旧徳島水力電気の営業区域を所管する徳島支店を設置している。
三重合同電気徳島区域はその後順次拡張され、板野郡の宮川内水力電気、那賀郡の那賀電気、名西郡の名西水力電気など周辺事業者が合併された。また1925年（大正14年）1月に淡路営業所が新設されて徳島支店から淡路区域が独立した。この淡路区域も同様に拡大し、徳島水力電気時代の統合から漏れていた淡路電灯が合併された。1937年（昭和12年）、合同電気は業界大手の東邦電力へと合併される。以後配電統制まで、徳島区域は東邦電力徳島支店により、淡路区域は同社淡路支店によって経営されることとなった。

### 年表
- 1894年（明治27年）
  - 10月 - 徳島電灯株式会社設立[4]。
- 1895年（明治28年）
  - 1月9日 - 徳島電灯開業[4]。
- 1908年（明治41年）
  - 1月29日 - 徳島水力電気株式会社設立[1][9]。
- 1910年（明治43年）
  - 10月 - 徳島水力電気により桜谷第一発電所竣工[11]。
  - 11月1日 - 徳島水力電気開業[7]。
- 1911年（明治44年）
  - 7月1日 - 徳島水力電気、撫養電気を合併[13]。
  - 10月9日 - 徳島水力電気、徳島電灯の営業権・財産買収を決議[15]。
  - 11月20日 - 徳島電灯解散[16]。
- 1915年（大正4年）
  - 10月11日 - 徳島瓦斯（初代）によりガス供給開始[18]。
- 1917年（大正6年）
  - 4月1日 - 徳島瓦斯を合併[18][20]。
- 1918年（大正7年）
  - 2月28日 - 川田水力電気を合併[31]。
- 1919年（大正8年）
  - 8月4日 - 神通電力を合併[34]、神通発電所を継承[11]。
- 1920年（大正9年）
  - 8月 - 小松島発電所竣工[37]。
- 1921年（大正10年）
  - 11月24日 - 福良電灯を合併[49]。
- 1922年（大正11年）
  - 4月12日 - 由良電灯・淡路電気を合併[50]。
  - 7月 - 桜谷第二発電所竣工[39][11]。
  - 12月16日 - 祖谷川水力電気（未開業）を合併[3]。
- 1923年（大正12年）
  - 1月15日 - 三重合同電気株式会社への合併と解散を株式会社で議決[43]。
  - 3月 - 祖谷発電所竣工[3]。
  - 5月 - 淡路島にて洲本発電所竣工[3]。
  - 11月15日 - 三重合同電気との合併成立[47]、徳島水力電気は解散[2]。

## 供給区域と供給成績

### 供給区域一覧
三重合同電気との合併直前、1923年（大正12年）5月末時点における、供給開始済みの電灯・電力供給区域は以下の通り。
| 徳島県（1市14町41村） | 徳島県（1市14町41村） |
| --------------------- | --- |
| 市部 （1市）          | 徳島市 |
| 名東郡 （2町7村）     | 沖洲村・斎津村・八万村・加茂名町・加茂村・新居村・北井上村・南井上村・国府町（現・徳島市） |
| 板野郡 （1町9村）     | 川内村・応神村（現・徳島市）、 松茂村（現・松茂町）、 北島村（現・北島町）、 撫養町・里浦村・大津村・堀江村・瀬戸村・鳴門村（現・鳴門市）                                                       |
| 名西郡 （1町1村）     | 石井町、高川原村（現・石井町） |
| 麻植郡 （3町6村）     | 鴨島町・牛島村・森山村・西尾村・川島町・学島村・山瀬町・川田村・三山村（現・吉野川市） |
| 阿波郡 （1村）        | 林村（現・阿波市） |
| 美馬郡 （3町6村）     | 脇町・江原村・岩倉村・郡里村・重清村・穴吹村・三島村（現・美馬市）、 貞光町・半田町（現・つるぎ町）                                                                                             |
| 三好郡 （3村）        | 三野村（現・三好市）、 三庄村・加茂村（現・東みよし町） |
| 勝浦郡 （1町1村）     | 勝占村（現・徳島市）、 小松島町（現・小松島市） |
| 那賀郡 （3町7村）     | 立江町・坂野村（現・小松島市）、 羽ノ浦町・今津村・平島村・中野島村・富岡町・宝田村・大野村（現・阿南市）、 宮浜村（現・那賀町）                                                                |
| 兵庫県（6町25村）     | |
| 三原郡 （1町16村）    | 福良町・阿万村・北阿万村・賀集村・神代村・八木村・市村・榎列村・阿那賀村・津井村・湊村・松帆村・志知村・倭文村（現・南あわじ市）、広田村（現・南あわじ市・洲本市）、 加茂村・堺村（現・洲本市） |
| 津名郡 （5町9村）     | 洲本町・由良町・安乎村・広石村・鳥飼村（現・洲本市）、 志筑町・塩田村・中田村・生穂村・佐野村・釜口村・仮屋町・浦村・岩屋町（現・淡路市）                                                       |

また1922年度末の時点で、ガス区域は徳島市とその付近であった。

### 供給成績
三重合同電気との合併直前、1923年5月末時点における電灯・電力供給成績は以下の通り。
- 電灯 ： 需要家数7万9427戸・取付灯数18万804灯（休灯中を含む）
  - 県別灯数は、徳島県14万5459灯（うち徳島市内6万554灯）、兵庫県3万5345灯
- 電力 ： 電動機数495台・計2326.5馬力（1,735キロワット）
  - 県別では、徳島県478台・2296.5馬力（うち徳島市内296台・1466.5馬力）、兵庫県8台・30馬力
- 大口電力 ： 麻植郡東山鉱山に対する200馬力（149キロワット）、那賀電気・宮川内水力電気に対する各50キロワット

1923年5月末時点におけるガス供給成績は以下の通り。
- 灯用孔口数 ： 3,595個
- 熱用孔口数 ： 1,741個
- ガスエンジン馬力数 ： 計9馬力

## 発電所一覧
徳島水力電気が運転した発電所は以下の通り。
| 発電所名 | 種類 | 出力 (kW) | 所在地                                                            | 竣工          | 備考                                         |
| -------- | ---- | --------- | ----------------------------------------------------------------- | ------------- | -------------------------------------------- |
| 桜谷第一 | 水力 | 700       | 那賀郡宮浜村（現・那賀町） （河川名：那賀川）                     | 1910年10月    |                                              |
| 桜谷第二 | 水力 | 1,200     | 那賀郡宮浜村（現・那賀町） （河川名：那賀川）                     | 1922年7月     |                                              |
| 祖谷     | 水力 | 912       | 美馬郡東祖谷山村（現・美馬市） （河川名：吉野川水系祖谷川ほか）   | 1923年3月     | 現・四国電力祖谷発電所                       |
| 神通     | 水力 | 400       | 名西郡上分上山村（現・神山町） （河川名：吉野川水系神通谷川ほか） | （1918年8月） | 神通電力が建設                               |
| 寺島町   | 汽力 | 250       | 徳島市寺島町                                                      | 不詳          | 発電所名は「第二火力」とも 1924年9月廃止届出 |
| 小松島   | 汽力 | 1,000     | 勝浦郡小松島町（現・小松島市）                                    | 1920年8月     | 1940年廃止                                   |
| 洲本     | 汽力 | 1,000     | 兵庫県津名郡洲本町（現・洲本市）                                  | 1923年5月     | 1950年2月廃止                                |

- その他、逓信省の資料によると、洲本発電所竣工以前の1922年6月末時点では淡路島内にて汽力発電所1か所・ガス力発電所6か所（出力合計648.5キロワット）を運転していた[59]。会社の資料によると1923年6月末に淡路区域既設発電所の廃止を届け出ている[47]。